# Zababaixumaiddina
Zababaixumaiddina o Zababa-šuma-iddina va ser, segons la Llista dels reis un rei de Babilònia de la dinastia cassita, cap a l'any 1160 aC. Va succeir al seu pare Mardukaplaiddina quan va morir.
Al cap d'un any de regnat els assiris sota Aixurdan I (que va regnar aproximadament entre el 1179 aC i el 1133 aC) van envair la regió del Zab Inferior i van ocupar diverses ciutats properes al riu que estaven sota sobirania de Babilònia (Zaban, Irria, etc.) i el territori de Sallu. Aquesta expedició sembla que només va ser per avaluar les forces de Babilònia, i Assíria encara no era prou forta com per envair tot el territori.
Però l'any següent Sutruk-Nakhunte d'Elam va envair el país, que va ocupar completament, entrant a la capital Babilònia. El rei Zababaixumaiddina va ser deposat i el mateix Sutruk-Nakhunte va assolir la corona babilònica amb el títol de "Rei de Babilònia i Sumer", que tot seguit, al retornar al seu país, va entregar al seu fill i hereu Kutir-Nakhunte (Kudur-Nakhunte). El fill de Zababaixumaiddina, Enlilnadinakhi, posseïdor d'una part del territori, va mantenir una guerra contra els elamites durant uns dos anys, conservant també el títol de rei de Babilònia, però les forces resistents van ser finalment derrotades.